# Nhim Sovannara
Nhim Sovannara (sinh ngày 10 tháng 1 năm 1990 ở Campuchia) là một cầu thủ bóng đá cho Nagaworld ở Giải bóng đá vô địch quốc gia Campuchia và Đội tuyển bóng đá quốc gia Campuchia.